# Dietzenbach
Dietzenbach är en stad i Landkreis Offenbach i Regierungsbezirk Darmstadt i förbundslandet Hessen i Tyskland.
Orten var länge en by som nämndes 1220 för första gången i en urkund. Utvecklingen till ett stort samhälle skedde efter andra världskriget. Året 1966 hade Dietzenbach fler än 10 000 invånare och 1970 fick orten stadsrättigheter.
Den historiska stadskärnan består av flera korsvirkeshus samt av en kyrka i barockstil. Här finns även ett hembygdsmuseum och ett brandkårsmuseum.
Staden är ansluten till Frankfurts pendeltåg (S-Bahn).
Vänorter är:
- Vélizy-Villacoublay, Frankrike, sedan 1976
- Masaya, Nicaragua, sedan 1985
- Rakovník, Tjeckien, sedan 1986
- Neuhaus am Rennweg, Tyskland, sedan 1990
- Oconomowoc, USA, sedan 2008
- Kastsjukovitjy, Vitryssland, sedan 2009